# Династија Виндзор
Династија Виндзор (енгл. House of Windsor) је владајућа династија у Уједињеном Краљевству Велике Британије и Северне Ирске и у сваком од краљевстава које чини крунске земље Комонвелта. Огранак је немачке династије Сакс-Кобург и Гота која је 1917. променила назив у „Виндзор“.

## Порекло
Данашња британска краљевска фамилија вуче своје порекло од саксонске владарске династије Ветин која се у изворима појављује од 10. века. Године 1485. династија се раздвојила на две гране: „енерстинску“ и „албертинску“ лозу. Ернестинска лоза се даље гранала на низ породичних огранака од којих је најзначајнији, династија Сакс-Кобург и Гота која је током 19. века, осим у Немачкој, стекла власт у више европских земаља, у Белгији од 1931, Бугарској од 1887. до 1946. и Уједињеном Краљевству од 1901.

## Долазак на британски престо
Великом Британијом је од 1714. владала династија Хановер, огранак династије Велф, чији је последњи британски изданак била Викторија, краљица Уједињеног Краљевства која се 1840. удала за кнеза Алберта. Њихови потомци били су чланови нове британске династије из фамилије Сакс-Кобург и Гота.
Због растућег антинемачког расположења у народу током Првог светског рата тадашњи британски краљ Џорџ V је сазвао Парламент на којем је донесена одлука да се свим члановима династије одузму немачке племићке титуле. Заједно са титулама, морало је да се промени и немачко име краљевске династије у име које звучи више енглески. Стога је, дана 17. јула 1917. године, издато краљевско обавештење Џорџа V, којим је промењено име династије Сакс-Кобург и Гота у Виндзор. Сви потомци краљице Викторије у мушкој линији тако су постали чланови династије Виндзор, а њихове немачке племићке титуле су преко ноћи замењене старим енглеским грофовским и војводским титулама. За нови назив династије изабрано је име Виндзор због традиционалне повезаности енглеског племства и народа са тим именом, којег носе град Виндзор и популарни замак Виндзор.
Династија Виндзор изумрла је у мушкој линији смрћу краља Џорџа VI 1952. године. Њега је наследила краљица Елизабета II, тадашњи поглавар куће Виндзор, која се удала за принца Филипа из данске и грчке династије Шлезвиг-Холштајн-Сондербург-Гликсбург. Њихови потомци требало је да носе очево презиме Маунтбатен, које је узео по мајци. Међутим, краљица Елизабета II је, по ступању на престо, објавила како жели да њена деца буду чланови династије Виндзор, што је у супротности са патријархалним обичајем према коме су њена деца требало да буду чланови династије свога оца. Такође, 8. фебруара 1960. године је објавила да ће њени потомци у мушкој линији који не буду имали титулу носити презиме Маунтбатен-Виндзор. „Маунтбатен“ је презиме које је принц Филип, краљичин супруг, узео након што је добио британско држављанство. Оно је заправо англицирано друго име за Батенберг, презиме породице његове мајке. Британски монарх и чланови краљевске породице законски немају презиме, али у случају да им презиме треба, користе Маунтбатен-Виндзор. Било који будући монарх би могао да промени име династије по жељи.

## Списак владара из династије Виндзор
| Слика | Име                  | Од                 | До                 | Веза са претходником            |
| ----- | -------------------- | ------------------ | ------------------ | ------------------------------- |
|       | Краљ Џорџ V          | 6. маја 1910.      | 20. јануара 1936.  | Син Едварда VII.                |
|       | Краљ Едвард VIII     | 20. јануара 1936.  | 11. децембра 1936. | Син Џорџа V; Абдицирао.         |
|       | Краљ Џорџ VI         | 11. децембра 1936. | 6. фебруара 1952.  | Син Џорџа V и брат Едварда VIII |
|       | Краљица Елизабета II | 6. фебруара 1952.  | 8. септембра 2022. | Ћерка Џорџа VI                  |
|       | Краљ Чарлс III       | 8. септембра 2022. | тренутно           | Син Елизабете II                |